# Nina Živanevskaja
Nina Aleksandrovna Živanevskaja (in russo Нина Александровна Живаневская?; Kujbyšev, 24 giugno 1977) è un'ex nuotatrice e allenatrice di nuoto sovietica, dal 1992 russa, naturalizzata spagnola.

## Biografia
È nata a Kujbyšev, oggi denominata Samara, nella Repubblica Socialista Federativa Sovietica Russa. 
A livello giovanile ha gareggiato per l'Unione Sovietica ai Europei giovanili di Anversa 1991 vincendo l'oro nei 100 metri dorso e oro nei 200 morso dorso, precedendo su entrambe le distanze la tedesca Cathleen Stolze, la sua avversaria più forte dell'epoca.
Agli Leeds 1992 ha rappresentato la Russia e si è aggiudicata l'oro nei 100 metri dorso, battendo nuovamente Cathleen Stolze, e l'argento nei 200 metri dorso, dove è stata preceduta dalla tedesca.
Ha vinto una medaglia di bronzo alle Olimpiadi di Barcellona 1992 nella staffetta 4x100 metri misti della Squadra Unificata. 
Dopo la squalifica per doping del 1996, ha ripreso a gareggiare sotto la bandiera della Spagna, dopo avere acquisito la cittadinanza per il matrimonio con il suo allenatore, lo spagnolo Francisco Medina.
Alle Olimpiadi di Sydney 2000 ha vinto un'altra medaglia di bronzo, questa volta nei 100 m dorso.
Dopo il ritiro dall'attività agonistica è divenuta allenatrice del Club di Nuoto di Torremolinos di Malaga.

## Palmarès
- Giochi olimpici

Barcellona 1992: bronzo nella 4x100m misti.
Sydney 2000: bronzo nei 100m dorso
- Mondiali

Roma 1994: argento nei 100m dorso e bronzo nella 4x100m misti.
Barcellona 2003: oro nei 50m dorso.
- Europei

Sheffield 1993: argento nei 100m dorso e nella 4x100m misti, bronzo nei 200m dorso e nella 4x200m sl.
Vienna 1995: bronzo nei 100m dorso.
Istanbul 1999: argento nei 50m dorso e nei 100m dorso.
Helsinki 2000: oro nei 50m dorso, nei 100m dorso e nei 200m dorso.
Berlino 2002: oro nei 50m dorso e argento nei 200m dorso.
Madrid 2004: argento nei 50m dorso e bronzo nei 100m dorso.
Eindhoven 2008: argento nei 50m dorso e bronzo nei 100m dorso.
- Europei in vasca corta

Espoo 1992: argento nei 50m dorso.
Gateshead 1993: argento nei 50m dorso.
Lisbona 1999: oro nei 100m dorso, argento nei 50m dorso e nei 200m dorso.
Valencia 2000: argento nei 50m dorso e nei 200m dorso e bronzo nei 100m dorso.
- Giochi del Mediterraneo

Tunisi 2001: oro nei 100m dorso, nei 200m dorso, nella 4x100m sl e nella 4x100m misti.
- Europei giovanili

Anversa 1991: oro nei 100m dorso e oro nei 200 m dorso.
Leeds 1992: oro nei 100m dorso e argento nei 200m dorso.

### Coppa del Mondo
- Vincitrice della Coppa del Mondo di dorso nel 1997
- Vincitrice della Coppa del Mondo dei 50m dorso nel 2000